# Risbjerg Kirke
Risbjerg Kirke blev indviet i 1959 og afløste en midlertidig kirke fra 1952 indrettet i et tidligere missionshus (den blev overtaget af Baptistkirken Broholmkirken).
Risbjerg Kirke er tegnet af arkitekterne Helge Schønnemann, Chr. Brandi og Rolf Graae og opført i røde teglsten. En sognegård er bygget i 1997. Kirkens lysekroner, dåbsfad og dåbskande er af Helga og Bent Exner og er fra kirkens første år. Et Marcussen-orgel fra 1959 blev i 2006 afløst af et nyt bygget af P.G. Andersen og Bruhn.
- Kirken set fra hjørnet Hvidovrevej/Sønderkær
- Kirkens indgang

## Eksterne kilder og henvisninger
- Wikimedia Commons har flere filer relateret til Risbjerg Kirke
- Oplev Hvidovre – Risbjerg Kirke Arkiveret 6. marts 2016 hos  Wayback Machine
- kirkehistorie.dk – Risbjerg Kirke Arkiveret 8. marts 2016 hos  Wayback Machine

1. ↑  visitvestegnen.dk (Webside ikke længere tilgængelig)

- Risbjerg Kirke hos KortTilKirken.dk